# Marcos Rivas
Marcos Rivas Barrales (Mexikóváros, 1947. november 25. – 2024. április 19.) mexikói válogatott labdarúgó.

## Pályafutása

### Klubcsapatban
Pályafutása során játszott az Atlante (1968–74), a Leones Negros Guadalajara (1974–76, 1977–78) és a León (1976–77) csapataiban.

### A válogatottban
1970 és 1973 között szerepelt a mexikói válogatottban. Részt vett a hazai rendezésű 1970-es világbajnokságon.

## Külső hivatkozások
- Marcos Rivas – a FIFA adatbázisában
- Marcos Rivas adatlapja a National-Football-Teams.com oldalon (angolul)

- Marcos Rivas adatlapja a worldfootball.net oldalon (angolul)